# Garrovillas de Alconétar
Garrovillas de Alconétar è un comune spagnolo di 2 453 abitanti situato nella comunità autonoma dell'Estremadura.